# ブラジ・カチュル
ブラジ・カチュル （英語: Braj Bihari Kachru, 1932年5月15日 - 2016年7月29日）はインドの言語学者、元イリノイ大学アーバナシャンペーン校の言語学のジュビリー教授。「世界英語」という用語を作り出し、カシミール語に関する研究も行った。

## 人物
ブラジは、1932年5月15日にスリナガル、ジャンムー、カシミールでカシミールパンディット家に生まれた。彼の父、パンディット・ダモダール・ダス・カチュルは教育者であった。彼の母親、サティは、彼が5歳のときに亡くなった。 ブラジの父もララサハブとして知られており、ジンダ・カウルはカシミールの詩人や作家の友人だった。ララ・サハブと彼の友人や同僚は、彼の家で政治、文学、哲学について話し合った。彼らの訪問中に、ブラジはマスタージと彼の父の他の教師の同僚と交流する機会があった 。
1962年、ブラジはエジンバラ大学で言語学の博士号を取得した。
彼の妻は言語学者のYamuna Kachruであった。彼らの息子であるシャミット・カチュルは、スタンフォード大学の弦理論家、教授である。
2016年7月29日に死去した。

## キャリア
Kachruは、World Englishesの分野を開始、形成、定義した。彼は世界英語とカシミール語の分野で研究し、その分野に関連するいくつかの本と研究論文を出版した。

## 英語のサークル
さまざまな国での英語の使用をよりよく理解するために、Kachruは言語の3つの同心円のアイデアを考案した。
内側の円（inner circle）は、英国、米国、オーストラリア、ニュージーランド、アイルランド、英語圏のカナダ、およびカリブ海地域の一部など、英語の伝統的な基盤を表している。内輪の英語を話す人の総数は3億8500万人にのぼり、そのうち約1億2000万人が米国外に位置する。
次は、英語が母国語ではないが、歴史的な理由から重要であり、公用語またはその他の方法で国の制度の一部を担っている国を含む外側の円（outer circle）である。このサークルには、インド、ナイジェリア、フィリピン、バングラデシュ、パキスタン、マレーシア、タンザニア、ケニア、非アングロフォン南アフリカ、カナダなどが含まれる。外側の円の英語を話す人の総数は、1億5000万から3億の範囲であると推定されている。
最後に、拡大するサークル（expanding circle）は、英語が歴史的または政府的な役割を果たしていないが、それでも外国語または共通語として広く使用されている国が含まれる。これには、中国、ロシア、日本、ヨーロッパの大部分、韓国、エジプト、インドネシアなど、世界の残りの人口の多くが含まれる。この拡大する円の合計は、特に英語が特定の限られた目的、通常はビジネス英語に使用される可能性があるため、推定するのが最も困難である。これらのユーザーの見積もりは、1億から10億ほどである。
内側の円（英国、米国など）は「規範を提供する」。つまり、これらの国では英語の規範が発達している。ここでは、英語が第一言語として使用されている。外側の円（主に新連邦諸国）は「規範開発」である。拡大する円（世界の他の多くの地域）は、内側の円のネイティブスピーカーによって設定された基準に依存しているため、「規範に依存」しているとされる。

## 主著
- - The alchemy of English: the spread, functions, and models of non-native Englishes, University of Illinois Press, 1990 ISBN 0-252-06172-1
  - World Englishes: critical concepts in linguistics, Volume 4, Publisher: Taylor & Francis, 2006, ISBN 0-415-31509-3